# Långsjön (Husby socken, Dalarna, 671915-151694)
Långsjön är en sjö i Hedemora kommun och Säters kommun i Dalarna och ingår i Gavleåns huvudavrinningsområde. Sjön har en area på 0,402 kvadratkilometer och ligger 174,2 meter över havet. Sjön avvattnas av vattendraget Ängesån.

## Delavrinningsområde
Långsjön ingår i det delavrinningsområde (671898-151585) som SMHI kallar för Utloppet av Långsjön. Medelhöjden är 209 meter över havet och ytan är 3,36 kvadratkilometer. Räknas de 6 avrinningsområdena uppströms in blir den ackumulerade arean 22,53 kvadratkilometer. Ängesån som avvattnar avrinningsområdet har biflödesordning 3, vilket innebär att vattnet flödar genom totalt 3 vattendrag innan det når havet efter 94 kilometer. Avrinningsområdet består mestadels av skog (69 procent) och sankmarker (11 procent). Avrinningsområdet har 0,4 kvadratkilometer vattenytor vilket ger det en sjöprocent på 12 procent.